# Deutschvölkischer Schutz- und Trutzbund

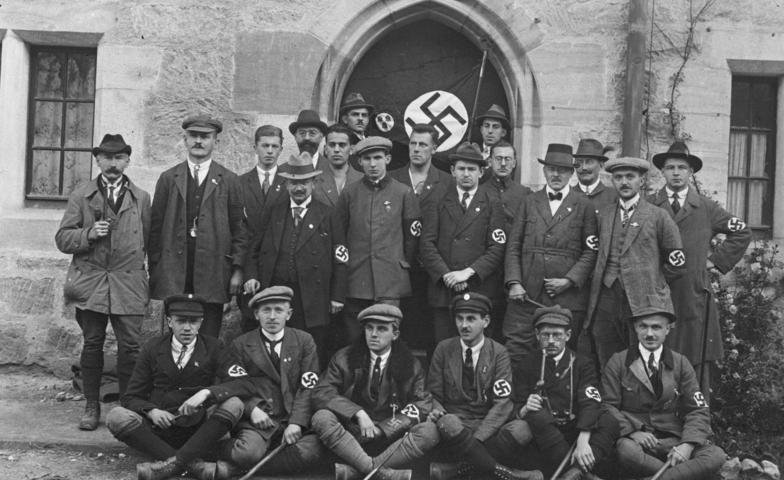
Delegación del NSDAP cuando la Federación Nacionalista Alemana de Protección y Defensa organizó el Día Alemán en Coburgo (1922).

La Deutschvölkischer Schutz- und Trutzbund, o Federación Nacionalista Alemana de Protección y Defensa, fue la federación nacionalista y antisemita más grande, activa e influyente en Alemania después de la Primera Guerra Mundial, y una de las organizaciones völkisch más importantes y numerosas durante la República de Weimar, cuyo sistema democrático-parlamentario rechazó unilateralmente. Su brazo editorial produjo algunos de los libros que influyeron en gran medida las opiniones de los que más tarde organizaron el Partido Nacionalsocialista, como Heinrich Himmler,
Fue fundada a principios de 1919 por la Liga Pangermánica con la intención de agrupar a la gran diversidad de partidos y pequeños grupos völkisch en una única organización de masas más influyente y se acabó convirtiendo en una importante fuente de miembros para los nazis. Los símbolos de la federación eran un azul aciano y una cruz gamada, y de acuerdo con Peter Padfield su lema era Wir sind die Herren der Welt! («¡Somos los amos del mundo!»). Ninguna fuente alemana confirma este lema, que de hecho es un verso de la canción «Der König im mächtigste Luftrevier» (es decir, «El Rey más poderoso de los cielos»). Según Ulrich Sieg el lema era Deutschland den Deutschen («Alemania para los alemanes»).

## Orígenes
La Deutschvölkischer Schutz- und Trutzbund fue fundada en febrero de 1919 en Bamberg, durante una reunión de la Alldeutscher Verband («Liga Pangermánica»), con el nombre de Deutschen Schutz und Trutzbund y con el propósito de «combatir» al judaísmo. Se nombró director a Alfred Roth, y su presidente secreto era Konstantin von Gebsattel (nombrado el 1 de octubre de 1919 por Ernst von Hertzberg Lottin). Su Junta Asesora incluyó, entre otros, a Ernst Anton Franz von Bodelschwingh, August Gebhard, Paul Lucius, Ferdinand Werner, Julius Friedrich Lehmann, y Georg von Stössel. Su punto de reunión originalmente estaba en Duisburgo, en la casa de Alfred Roth, pero más tarde se trasladó a Hamburgo, donde se unió a  varias de esas otras organizaciones en coalición. Se fusionó con la Reichshammerbund, y luego, alrededor de un mes más tarde, se fusionó con la Deutschvölkischen Bund, la organización que sucedió al Deutschvölkische Partei.

## Manifiesto
El manifiesto de la Schutz- und Trutzbund fue Wenn ich der Kaiser wär (Si yo fuera el emperador) y fue escrito por Heinrich Class, en el que se sobreexpresó opiniones identitarias nacionalistas y racistas. Su lema fue «Alemania para los alemanes». Julius Friedrich Lehmann, un editor de Múnich, ayudó a promover sus ideas, y, en octubre de 1918, Class llamó a un golpe de Estado. La organización se agitó contra la República de Weimar; en 1922 tenía poco menos de 180 000 miembros.

## Constitución
Un fragmento de la constitución de la Schutz- und Trutzbund:

La Federación lucha por el renacimiento moral del pueblo alemán... Se considera la influencia perniciosa y destructiva de los judíos como la causa principal de la derrota y para la erradicación de esta influencia es necesaria la recuperación política y económica de Alemania, y la salvación de la cultura alemana.: 15 

## Miembros notables
- Herbert Albrecht
- Karl Astel
- Werner Best
- Ernst Boepple
- Philipp Bouhler
- Leonardo Conti
- Heinrich Deubel
- Artur Dinter
- Dietrich Eckart[9]: 207
- Otto Hellmuth
- Heinrich Josef Oberheid
- Richard Aster
- Hans Helwig
- Reinhard Heydrich, coarquitecto del holocausto[9]: 207
- Karl Kaufmann
- J. F. Lehmann
- Martin Mutschmann
- Bernhard Rust
- Franz Walter Stahlecker
- Julius Streicher